# Горнє Орле
Горнє Орле (словен. Gornje Orle) — поселення в общині Севниця, Споднєпосавський регіон, Словенія. Висота над рівнем моря: 433,5 м.